# Восстания в Португальском Тиморе (1860-1912)
Восстания в Португальском Тиморе — серия вооружённых восстаний коренного населения восточной части острова Тимор (современный Восточный Тимор) в 1860—1912 годах, вызванная сопротивлением распространению господства португальских колониальных властей на этой территории и посягательством на земли местных правителей.

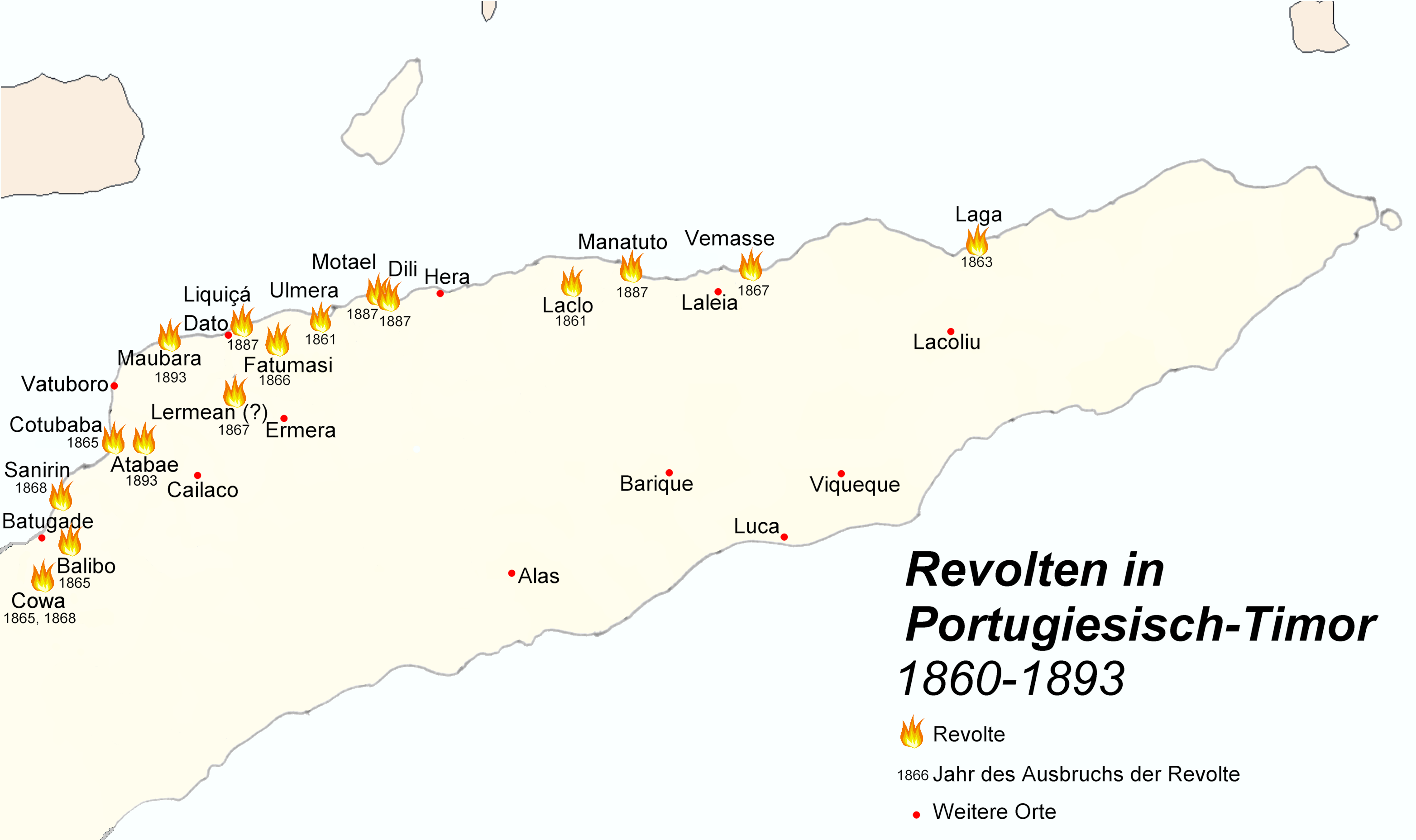
Восстания с 1860 по 1893 год.

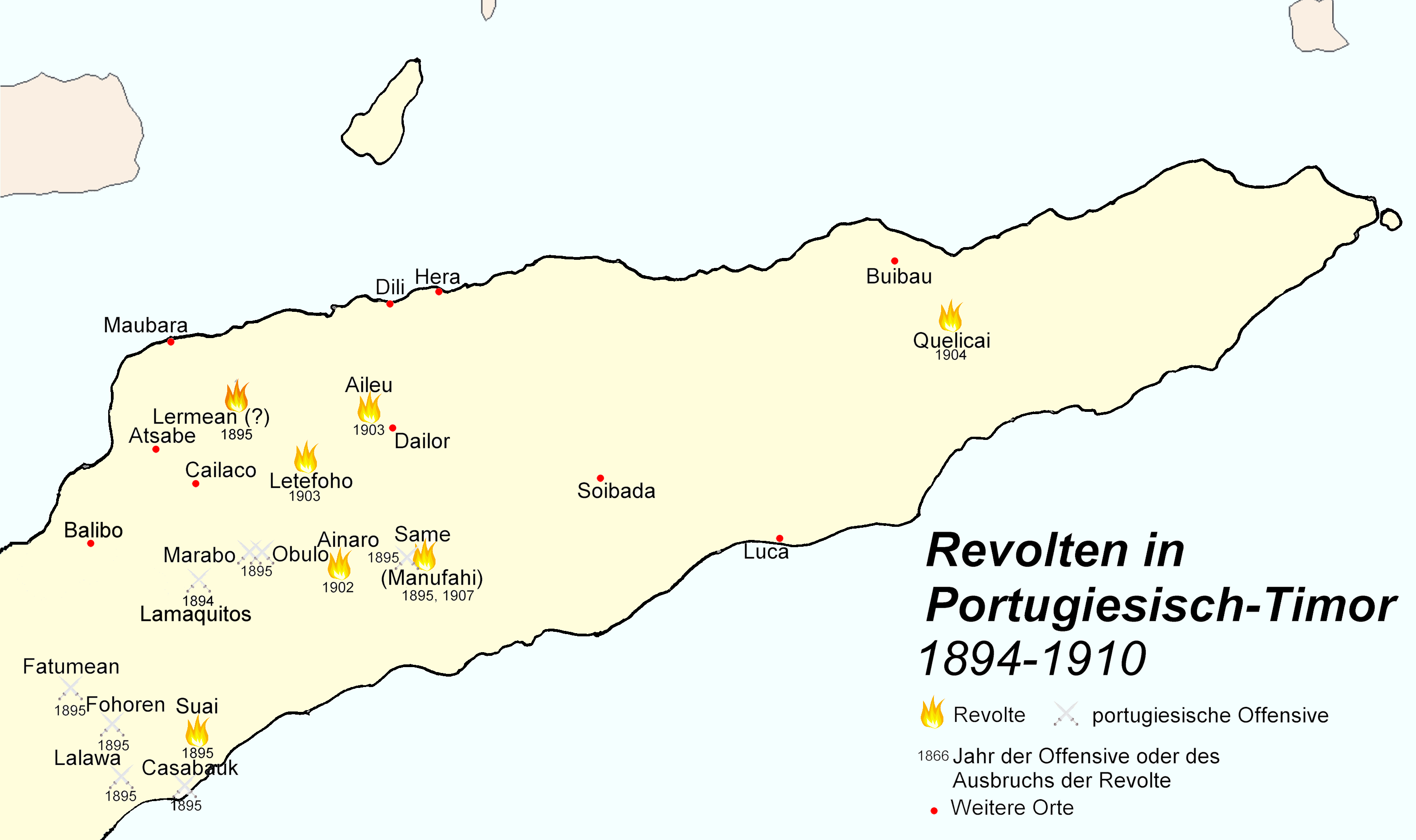
Восстания с 1894 по 1910 год.

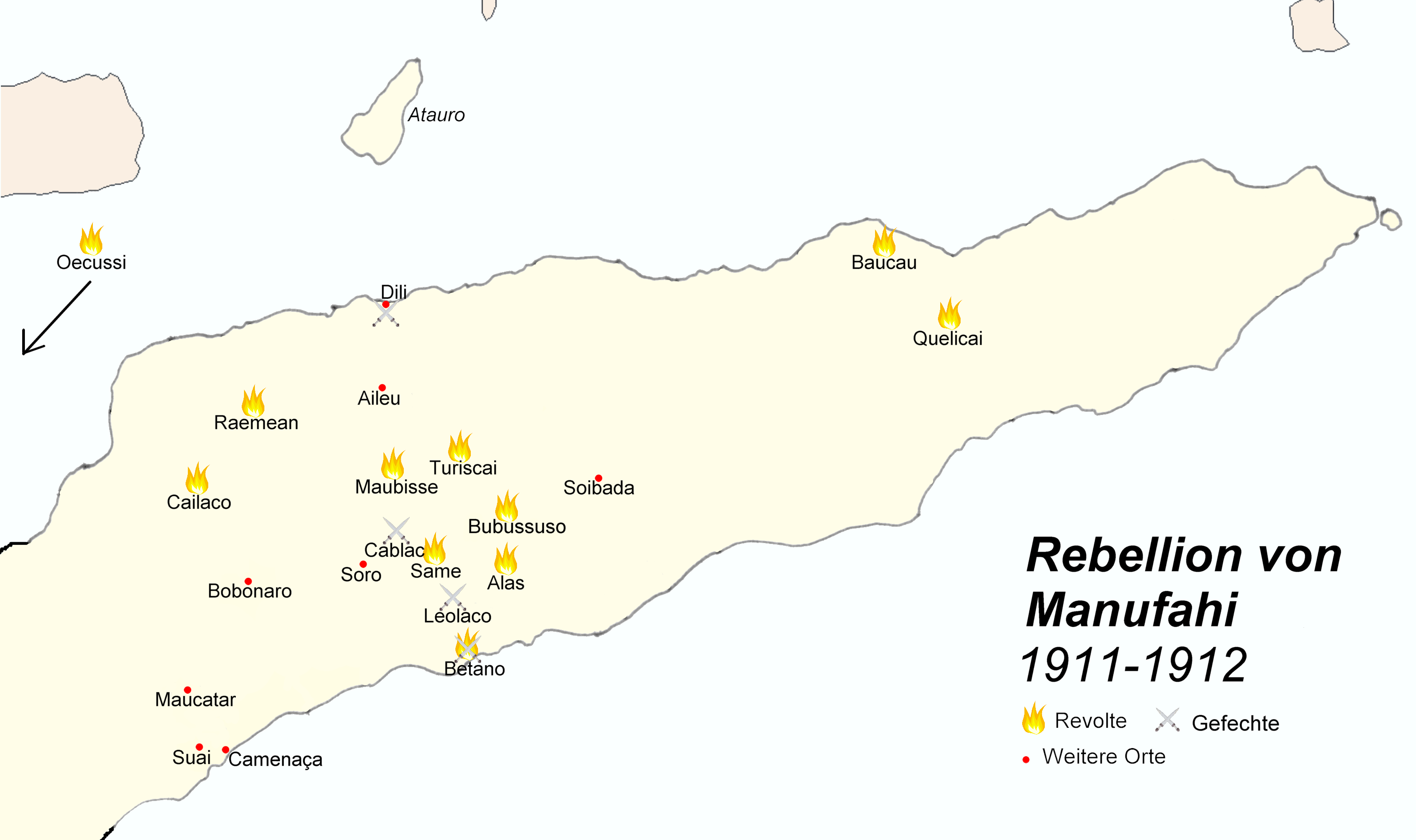
Восстания с 1910 по 1912 год

## Ход событий
До конца 1850-х годов европейское влияние в Восточном Тиморе ограничивалось лишь несколькими небольшими прибрежными областями, представлявшими собой больше торговые фактории, нежели колонии, на остальной же территории власть Португалии была на деле номинальной в сравнении с властью лируаи — традиционных правителей восточнотиморских государственных образований. Период восстаний в истории Португальского Тимора ограничивается двумя событиями: Лиссабонским договором 1859 года между Португалией и Нидерландами, в котором две этих страны впервые договорились о чётком разделе и установке границы между нидерландской западной и португальской восточной частями острова Тимор (при этом за португальцами был признан также эксклав Окуси на северо-западе острова), и восстанием Мануфахи 1912 года, считающимся самым крупным в истории восстанием жителей Восточного Тимора против португальских колонизаторов. Подавив восстания, Португалия сумела распространить свою власть также на внутренние районы восточной части острова и поставить под полный контроль её южное побережье. Лируаи лишились значительной части своей власти и фактически стали марионетками в руках колониальных властей.
Восстания в Португальском Тиморе отчасти рассматриваются также как мятежи против сбора налогов, так как имевшие место наряду с принудительным трудом введение подушной подати и других принудительных сборов тоже приводили к беспорядкам. Для восстания Мануфахи введение подушной подати в 1906—1908 годах иногда рассматривается даже как основная причина. Имелось, однако, и множество других причин для восстаний, в том числе провозглашение республики в Португалии в 1910 году, что привело к беспокойству среди лируаи, поскольку они видели в этом как угрозу своей дальнейшей легитимности, так и возможность расширения структуры колониальной администрации. Поэтому, по мнению историков вопроса, данные восстания не могут рассматриваться как вызванные только какой-то одной причиной.